# 中山辰三郎
中山辰三郎は、日本の柔術家、剣術家である。
和道流柔術拳法の創始者大塚博紀の師として有名である。

## 経歴
1886年4月10日、松岡克之助の神道館道場に入門し直心影流、剣術の裏技として神道楊心流の別伝（小刀捕、大刀捕、当身、活法等）を学ぶ。
18歳の時、その素質を見込まれ松岡克之助の推薦で直心影流剣術の名手箱守与三郎祐郷の門に入る。
中山は五年後に免許皆伝を受け師範代となった。
松岡克之助が死去した1898年の秋頃から小野派一刀流の修業を始め、1906年9月に高野佐三郎より剣道特業証書を授与された。
高野の推薦により旧下妻中学校の剣道教師に任命された。
1919年5月（松岡龍雄が三代目を継いだ翌年）に整骨師の免許を取得するため、再び神道館に入門し猪瀬元吉に就いて神道楊心流柔術を学んだ。
翌年9月に「柔術実技証明書」を授与され茨城県庁から整骨師の免許を受けた。

## 逸話

### 三年殺し
中山辰三郎は当身や蹴り技を得意としており、
松岡克之助のもとで修業に励んでいた時、気の荒い土工数十人と大喧嘩をしたが、その時に強弱を変えつつ様々な当身を実験的に試し全員当て倒した。
その後、一人一人捜し出して生死を確かめたところ、早いもので3ヵ月、一番長く生きたもので13年半で亡くなっていたという。平均すると3年になったことから、弟子の大塚博紀に三年殺しは本当にあると語っていたという。
この時、中山は中指の第二関節を突き出した拳を使った。
中山辰三郎は中指の第二関節を突きだした拳を用いて急所を突くことが効果的であると提唱しており、神道楊心流の形での突きも全てこれを用いた。
この考えは弟子の大塚博紀が開いた和道流にも受け継がれており、和道流柔術拳法の形36手では一切正拳を使わず、突きは全て中指の第二関節を突きだした拳を用いて急所を攻撃する。

### 回し蹴り
中山辰三郎は明治時代に、横に捌き斜め45°の角度で直線的に敵の肋骨を中足で蹴る形の回し蹴りを使っていた。
この蹴りは、和道流空手の基本技回し蹴りとして練習体系に取り入れられた。